# 新善光寺 (筑西市)
新善光寺（しんぜんこうじ）は、茨城県筑西市にある仏教寺院。時宗。

## 概略と沿革
八田知家の子、知勝は出家して解意阿弥陀仏観鏡と名乗った。証空や一遍に学び、宍戸城（笠間市）近くに当寺を建立した。文禄4年（1595年）、檀越であった宍戸氏が佐竹義宣に服属し、海老ヶ島城に移させられると、寺も一緒に移転し現在に至る。
時宗十二派の一つである解意派の本山であった。
本尊は善光寺如来といわれるが、絶対秘仏であり、拝することはできない。

## 文化財
- 後醍醐天皇勅額 - 「解意一派新善光寺」とある。
- 宍戸家系図

## 旧末寺
- 宍戸新善光寺（廃寺）
- 洞下西光寺

## 交通アクセス
東日本旅客鉄道水戸線・関東鉄道常総線・真岡鐵道真岡線下館駅よりタクシー。路線バスは市内で全廃されている。

## 外部サイト
- 如體山 新善光寺（しんぜんこうじ）◎時宗 - 全国善光寺会会員紹介 - 全国善光寺会